# Årstafältets koloniområde

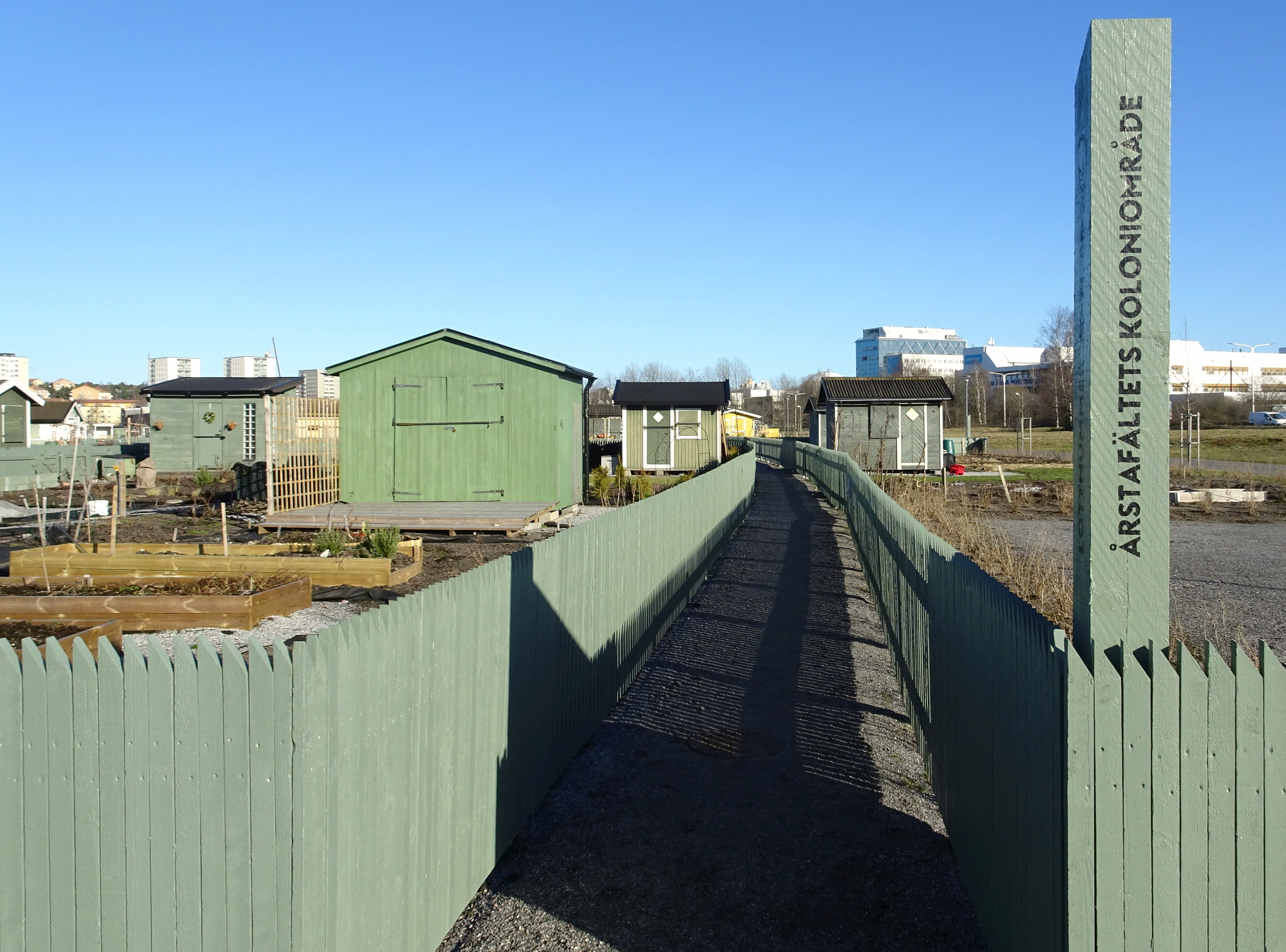
Årstafältets koloniområde efter flytten till sitt nya område på Årstafältet, 2020.

Årstafältets koloniområde är en koloniträdgård som ligger på sydöstra delen av Årstafältet i södra Stockholm. Föreningen Årstafältets koloniområde bildades i oktober 2002 och själva koloniområdet invigdes i september 2003 men flyttade 2018 till ett annat område på Årstafältet. Därmed är Årstafältets koloniområde för närvarande (2018) Stockholms nyaste koloniträdgård.

## Historik
När planerna för en utvidgning av Årsta partihallar skrinlades i slutet på 1990-talet stadsplanerades Årstafältet som ett stort  park- och rekreationsområde. Fram till 1960-talet hade det funnits koloniträdgårdar på fältets östra del. Nordvästra delen avsattes i gällande detaljplan för ny koloniodling med ekologisk inriktning.
Årstafältets Koloniområde består idag (2010) av 85 lotter, därav 61 stuglotter som är  mellan 111 och 166 m² stora. De 24 odlingslotterna mäter mellan 64 och 80 m². Stuglotter får bebyggas med hus på upp till 8 m². På odlingslotter får man uppföra ett vindskydd på max 4 m². Kolonistugorna / lusthusen är befriade från bygglov under förutsättning att de förslag till typhus följs, som kommunen tog fram i samråd med koloniföreningen. Annars är gestaltningen är fri, men bygglovspliktig och husens färgsättning är enhetligt i olika grågröna nyanser.

## Flytten
Mellan den 31 december 2017 och 1 oktober 2018 stod föreningen utan mark då hela Årstafältet omgestaltas för bland annat nya bostäder och det gamla området i västra delen av Årstafältet evakuerades. Under våren, sommaren och hösten 2018 iordningställdes ett nytt område för föreningen att arrendera för kolonilotter, nu på den sydöstra delen av Årstafältet, intill Huddingevägen. I oktober 2018 flyttade föreningen.

## Bilder

Årstafältets gamla koloniområde, sommaren 2010.
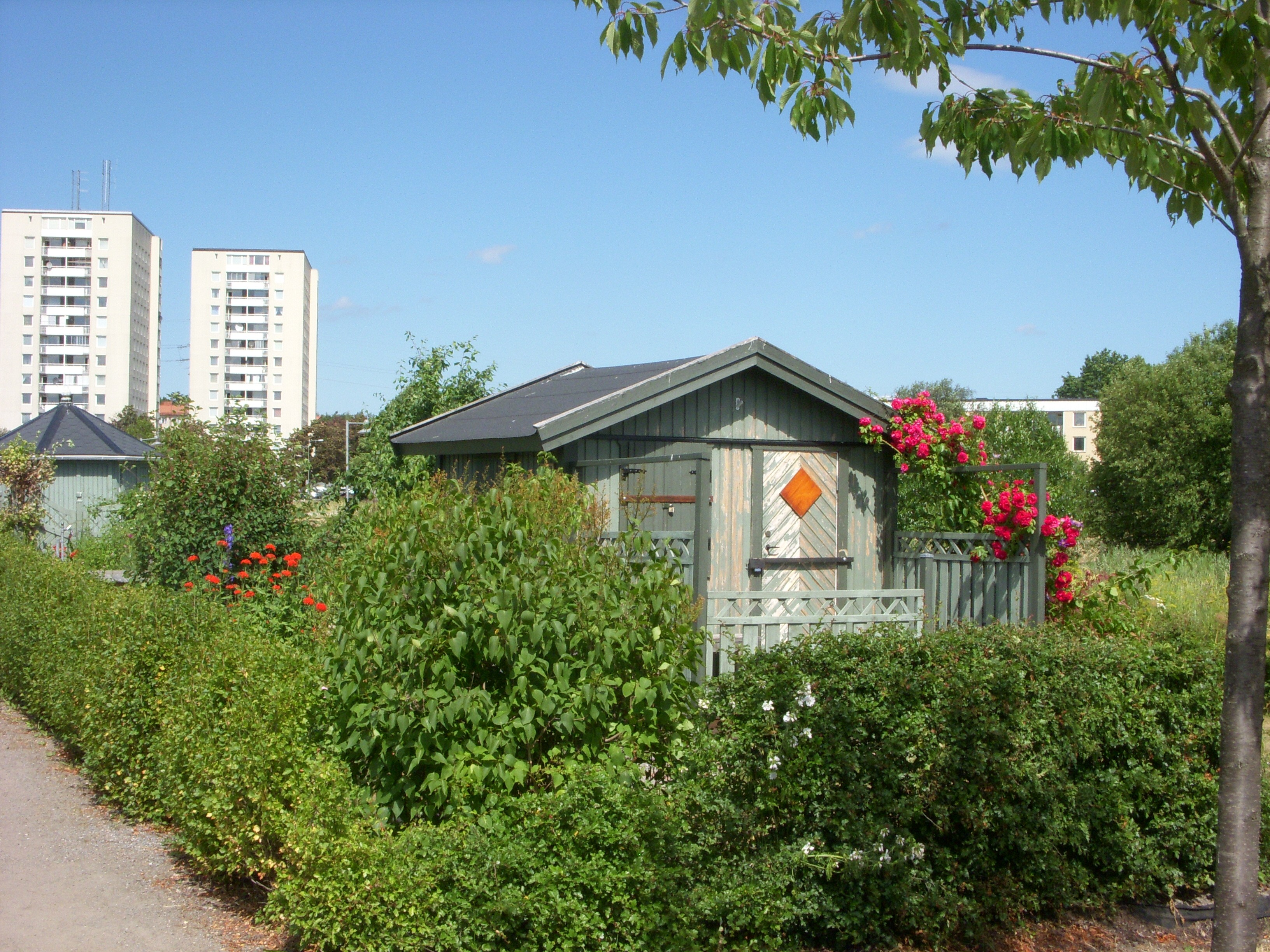
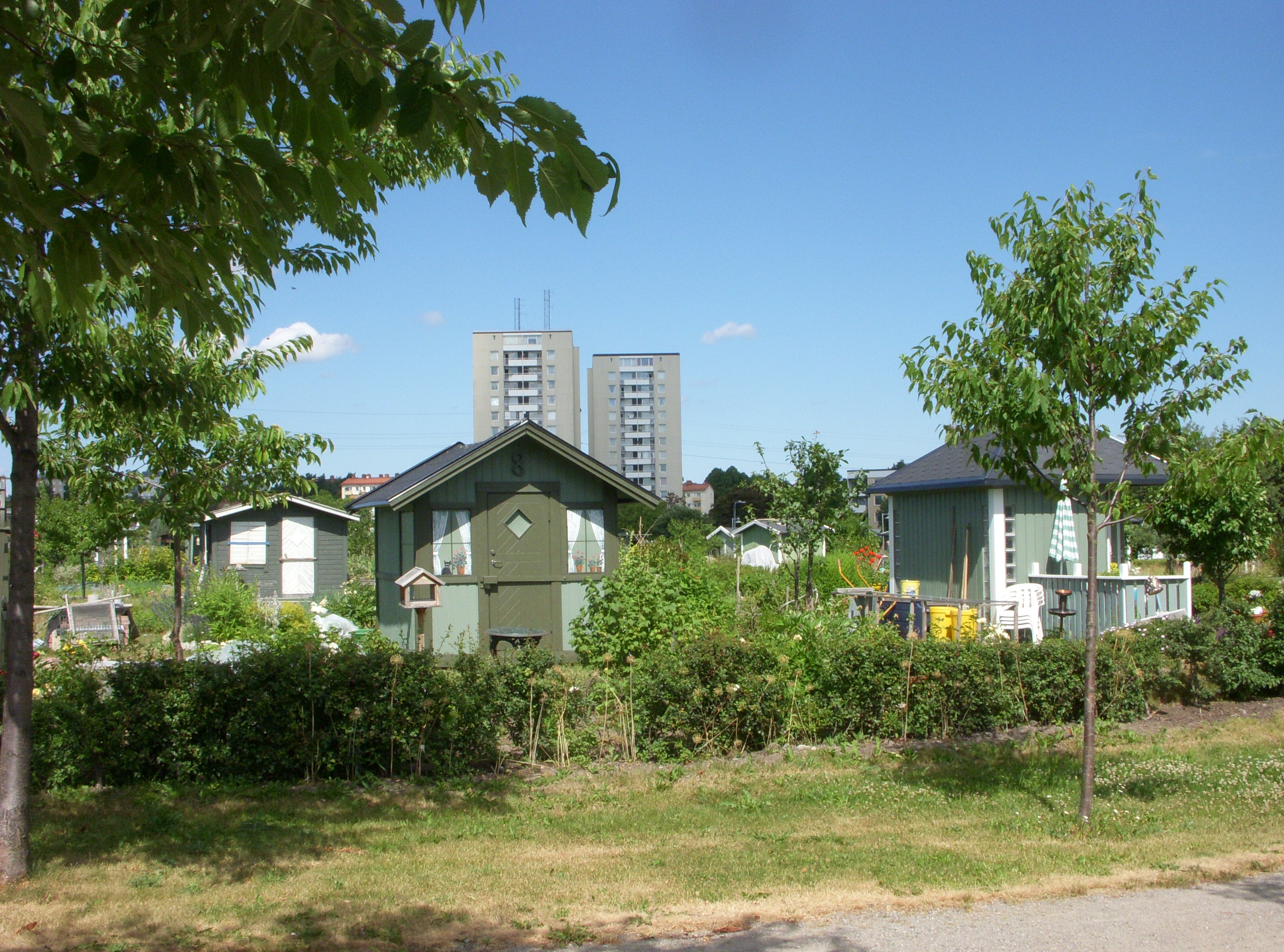
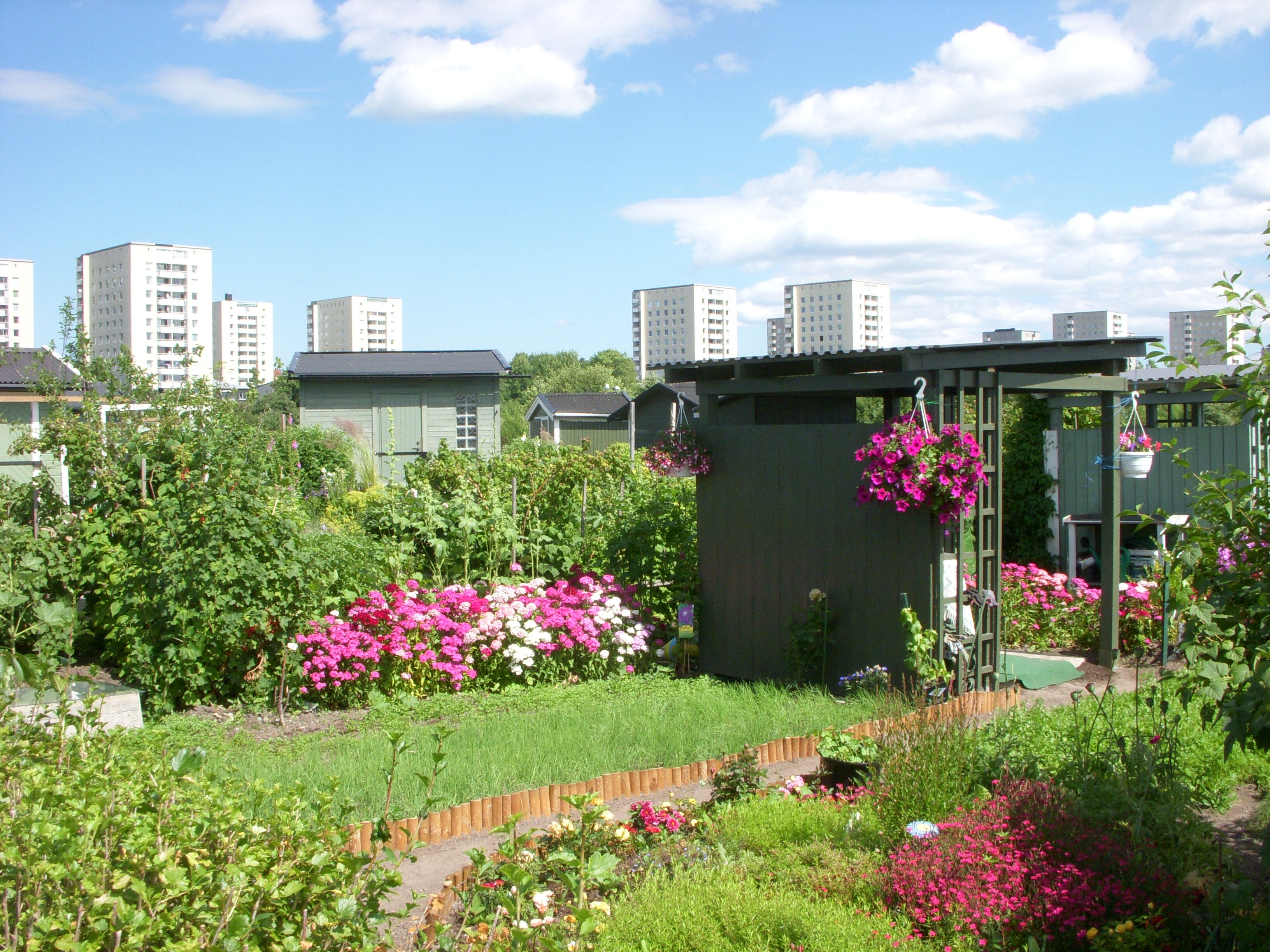
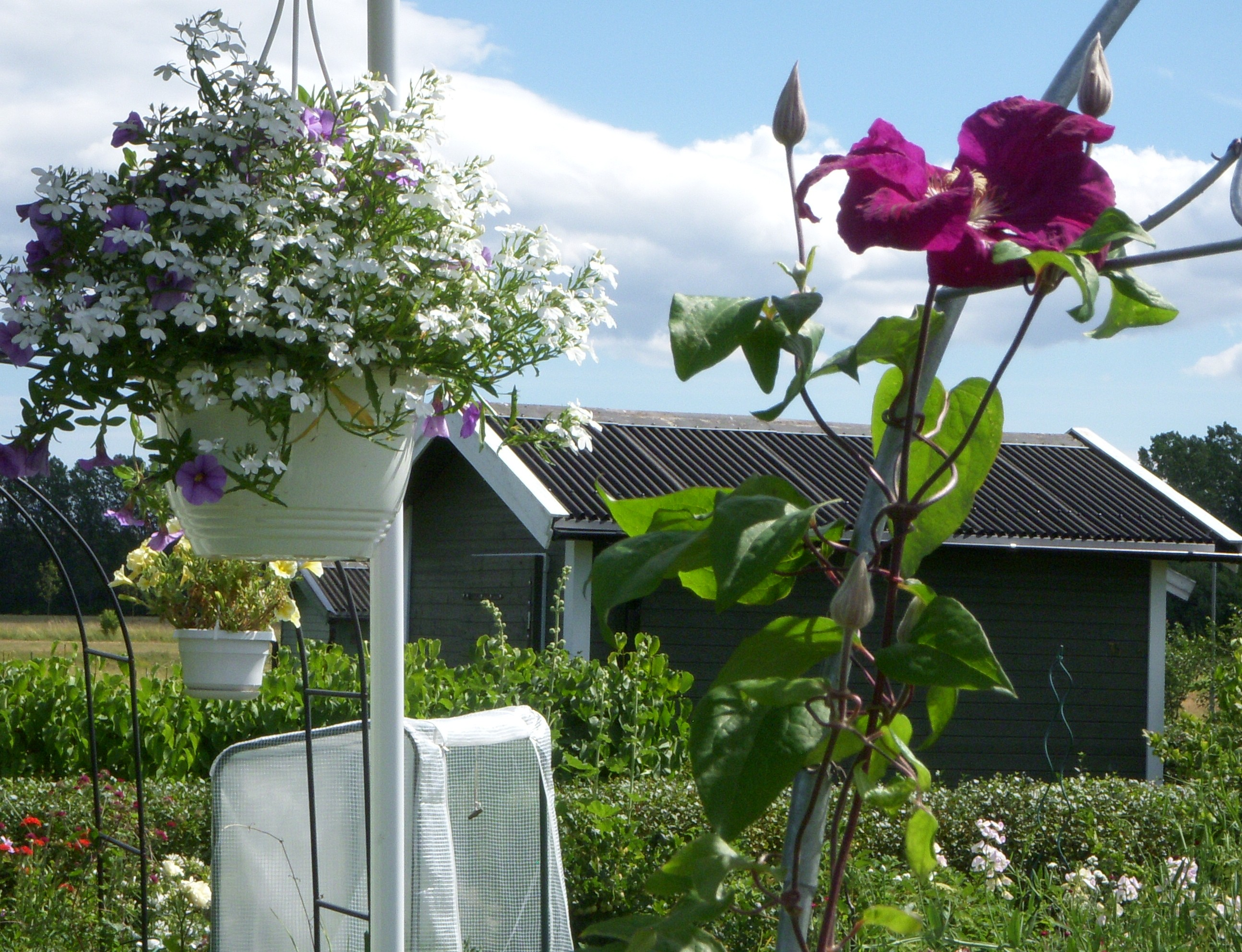